# 밀텐버거 혈액형
밀텐버거(Miltenberger)는 인간의 질병과 관련된 혈액 분류 체계 가운데 하나로 세계적으로 희귀한 혈액형 중 하나이다. 용혈성 혈액형이라고도 부른다.

## 특징
동남아 지역에서 많이 발견되고 한국에서는 2002년에 확인된 바가 있다. 이 혈액형은 태아의 적혈구를 파괴하는 신생아 용혈성 질환과 자신이 가지고 있지 않은 항원을 가진 혈액이 수혈되면 죽음에 이를 수도 있는 수혈 부작용 등의 원인으로 알려져 있다.

## 세계 분포
태국(9.7%), 중화민국(7.3%), 홍콩(6.3%) 등 동남 아시아 지역에 주로 분포하며 중국, 미국, 일본 등지에서는 0.1% 미만으로 매우 드물다.

## 대한민국의 사례
대한민국에서는 그 동안 이 혈액형의 존재가 보고되지 않다가, 2002년 경상남도 마산시에서 태어난 신생아에게서 출생 직후 나타난 빈혈 증상을 통해 처음으로 확인되었다.

## 같이 보기
- 혈액형
- 바디바바디바
- MkMk형